# Barbados na Letnich Igrzyskach Olimpijskich 2004
Na XXVIII Letnich Igrzyskach Olimpijskich w Atenach Barbados reprezentowało 10 sportowców: 9 mężczyzn i jedna kobieta.

## Skład kadry

### Pływanie
Mężczyźni
- Terrence Haynes
  - 50 m stylem dowolnym – 56. miejsce

- Damian Alleyne
  - 100 m stylem dowolnym – 48. miejsce
  - 200 m stylem dowolnym – 34. miejsce

- Bradley Ally
  - 100 m stylem klasycznym – 41. miejsce
  - 200 m stylem klasycznym – 35. miejsce
  - 200 m stylem zmiennym – 23. miejsce
  - 400 m stylem zmiennym – 25. miejsce

- Nicky Neckles
  - 100 m stylem grzbietowym – 25. miejsce
  - 200 m stylem grzbietowym – 23. miejsce

### Judo
Mężczyźni
- Barry Kirk Jackman
  - waga ciężka – odpadł w drugiej rundzie

### Lekkoatletyka
Kobiety
- Andrea Blackett
  - 400 m przez płotki – odpadła w eliminacjach

Mężczyźni
- Stephen Jones
  - 110 m przez płotki – odpadł w ćwierćfinale

- Obadele Thompson
  - 100 m – 7. miejsce

### Kolarstwo
Kolarstwo torowe
Mężczyźni
- Barry Forde
- Sprint – 6. miejsce

### Strzelectwo
Mężczyźni
- Michael Maskell
- Skeet – 31. miejsce